# Marián Radošovský
Marián Radošovský (ur. 8 listopada 1960 w Nitrze) – słowacki agronom i samorządowiec, wiceminister rolnictwa, poseł do Rady Narodowej.

## Życiorys
W latach 1979–1983 studiował w Wyższej Szkole Rolniczej w Nitrze, następnie pracował jako agronom. Od 2002 do 2005 pełnił funkcję wiceministra rolnictwa z ramienia KDH. Od 1990 sprawował mandat radnego gminy Mojmírovce.
W 2010 został wybrany na posła do Rady Narodowej. W 2012 nie uzyskał reelekcji, powrócił jednak do parlamentu w trakcie kadencji.